# Eva
«Eva» — сингл группы Nightwish с альбома Dark Passion Play, вышедший в 2007 году и распространявшийся через интернет. Все средства, собранные от его продажи, пошли на благотворительность.

## Участники
- Туомас Холопайнен — композитор, клавишные
- Эмппу Вуоринен — гитара
- Юкка Невалайнен — ударные
- Анетт Ользон — вокал
- Марко Хиетала — бас-гитара